# Escuela Técnica Superior de Ingenieros de Telecomunicación (Universidad Politécnica de Madrid)

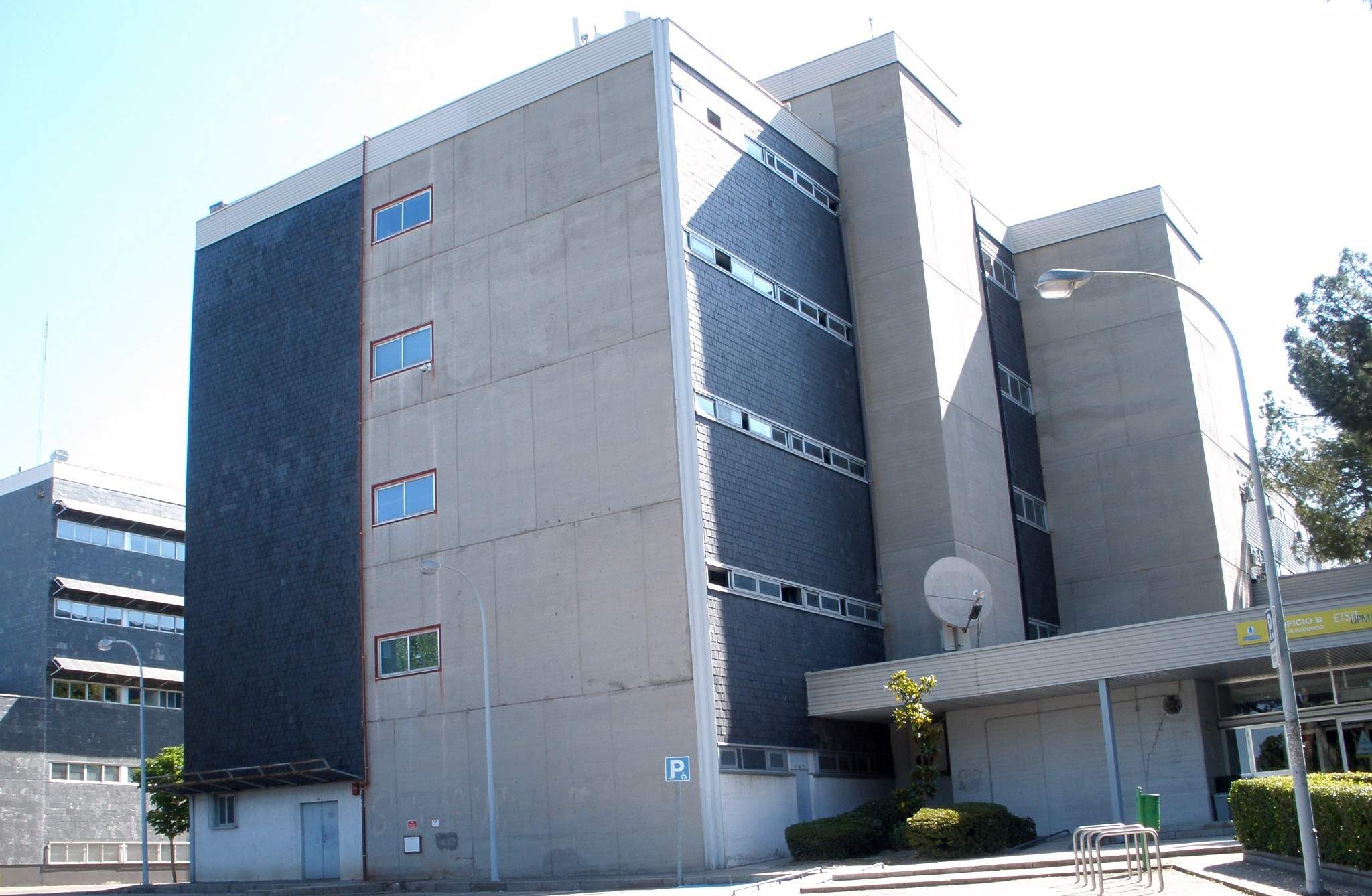
Edificio B, García Redondo, de la ETSIT

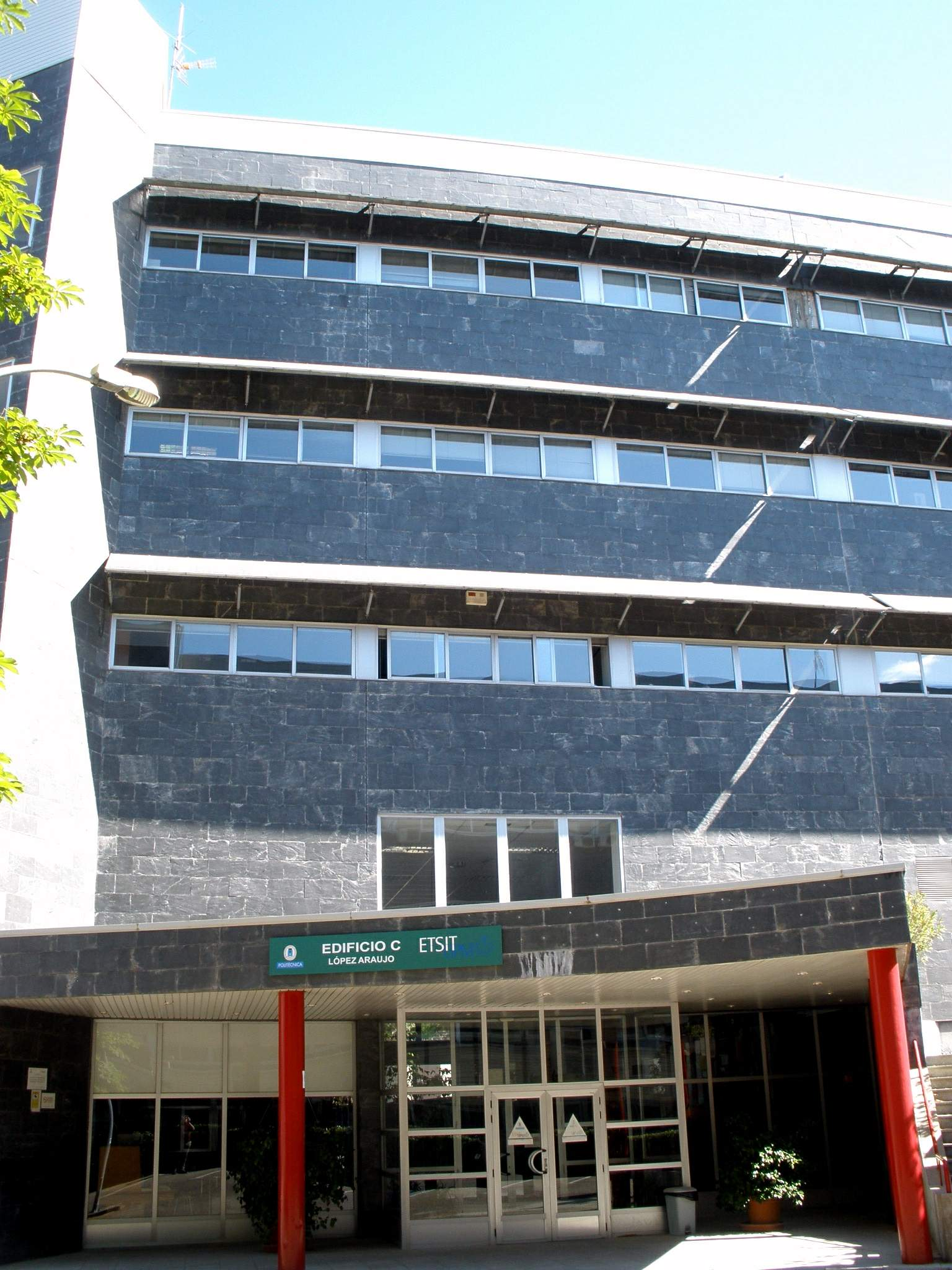
Edificio C, López Araujo, de la ETSIT

La Escuela Técnica Superior de Ingenieros de Telecomunicación (ETSIT) es un centro de la Universidad Politécnica de Madrid en donde se imparten estudios de Ingeniería de Telecomunicación, de Ingeniería Biomédica e Ingeniería de Datos.

## Historia
Los estudios de Telecomunicación surgen con la creación de la Escuela General de Telegrafía (sita en la Calle Conde de Peñalver) mediante un Real Decreto de 1913. Siete años más tarde se crea el título de ingeniero de Telecomunicación.

La escuela pasa a depender el Ministerio de Educación en 1957 cambiando su nombre a la denominación actual. También se cambia su ubicación a Ciudad Universitaria en 1965.

En 1971 se integra con el resto de las Escuelas de Ingeniería de Madrid al pasar a formar parte de la Universidad Politécnica de Madrid. En 1994 se firma un acuerdo de doble titulación con la ENST -Telecom París. 

En 2003 fue inaugurado el Museo de Telecomunicación Joaquín Serna.

En 2010 comienza a impartirse el nuevo plan de estudios adaptado al Espacio Europeo de Educación Superior.
En 2011 comienza a impartirse el nuevo grado en Ingeniería Biomédica.
En 2020 comienza a impartirse el nuevo grado en Ingeniería y Sistemas de Datos.

## Edificios
La escuela consta de cuatro edificios en los que se reparten aulas, laboratorios de alumnos, laboratorios de investigación y despachos de profesores y catedráticos:
- Edificio A (Sanz Mancebo)

En el que se encuentran el mayor número de aulas y laboratorios de alumnos. También hay algunos despachos de profesores así como el aula magna, la sala de juntas, el salón de grados, el salón de actos, la biblioteca, la cafetería, los clubes estudiantiles, la secretaría y la dirección.
- Edificio B (García Redondo)

En él se encuentran el resto de aulas (conocidas como las "B"'s), algunos laboratorios de alumnos y numerosos laboratorios de investigación y despachos de profesores. Este edificio está comunicado con el anterior mediante un pasillo elevado conocido como "el acelerador".
- Edificio C (López Araujo)

Comunica con el edificio B. En su interior alberga fundamentalmente laboratorios de investigación y despachos de profesores, pero también se puede encontrar el museo y un segundo salón de actos. Adosado a este edificio se encuentra el Instituto de Energía Solar.
- Edificio D

De reciente construcción, está comunicado con el edificio A y está concebido en parte como un vivero de empresas, además de contener más laboratorios de investigación y despachos. También consta de una entrada a la biblioteca que se abre en horario extraordinario.
El edificio (1960) es una obra del arquitecto Javier Carvajal y de José María García de Paredes. 

## Curiosidades
- La escuela aparece en la película Muertos de risa de Álex de la Iglesia, simulando ser los estudios de Prado del Rey de RTVE durante el 23 de febrero de 1981.

- La fachada de la escuela aparece en la película Las Vegas, 500 millones de Antonio Isasi-Isasmendi, simulando ser la "Lakes County Sheriff Station".